# Bupleurum qinghaiense
Bupleurum qinghaiense är en flockblommig växtart som beskrevs av Yin Li och X.H.Guo. Bupleurum qinghaiense ingår i släktet harörter, och familjen flockblommiga växter. Inga underarter finns listade i Catalogue of Life.